# Oblast Moskou
De oblast Moskou (Russisch: Московская Область, Moskovskaja oblast of Подмосковье, Podmoskovje) is een oblast (bestuurlijke eenheid) in het Centraal Federaal District van Rusland. Ze omvat het naar Russische normen dichtbevolkte en economisch goed ontwikkelde gebied rond Moskou. Het bestuur van de oblast is gevestigd in de stad Moskou, maar de stad zelf maakt er bestuurlijk geen deel van uit.
De regio ligt in het vruchtbare bekken van de rivieren Wolga, Oka, Kljazma en de Moskva. Tot aan het begin van de 20e eeuw domineerde de katoenindustrie. Tegenwoordig zijn machine-industrie, metaalindustrie en chemische industrie de belangrijkste economische sectoren. Daarnaast zijn veel belangrijke industriële en onderzoeksbedrijven in de oblast gevestigd.
De oblast werd officieel opgericht op 14 januari 1929. De regio is eigenlijk de agglomeratie rond Moskou en wordt daarom ook wel prigorod genoemd (pri=bij, gorod=stad). Het gouvernement zetelt in de stad, hoewel het over de stad zelf niets te zeggen heeft. Het oppervlak van de oblast daalt naarmate de stad Moskou uitbreidt; sinds 1961 is de oppervlakte van de stad gestegen van 500 naar ruim 2500 km².
Het gebied is voor de Moskovieten uit de stad aantrekkelijk als 'vluchtplaats' voor de drukte van de stad. Meer dan de helft van de bevolking van Moskou heeft hier een datsja (buitenhuis) en de laatste tijd komen er ook steeds meer kottedzji (naar het Engelse woord cottage); moderne ommuurde buitenhuizen voor de rijkeren in de stad. In 2007 was de oblast volgens Rosstat de meest populaire vestigingsregio van Rusland. Vooral het platteland was erg in trek.

## Bestuurlijke Indeling

### Districten
De oblast bestaat uit de volgende districten (Russisch: rajons, районы):
- Balasjichinski (Балашихинский)
- Tsjechovski (Чеховский)
- Dmitrovski (Дмитровский)
- Domodedovski (Домодедовский)
- Istrinski (Истринский)
- Kasjirski (Каширский)
- Chimkinski (Химкинский)
- Klinski (Клинский)
- Kolomenski (Коломенский)
- Krasnogorski (Красногорский)
- Leninski (Ленинский)
- Lotosjinski (Лотошинский)
- Loechovitski (Луховицкий)
- Ljoeberetski (Люберецкий)
- Mozjajski (Можайский)
- Mytisjtsjenski (Мытищенский)
- Naro-Fominski (Наро-Фоминский)
- Noginski (Ногинский)
- Odintsovski (Одинцовский)
- Orechovo-Zoejevski (Орехово-Зуевский)
- Ozerski (Озерский)
- Pavlovo-Posadski (Павлово-Посадский)
- Podolski (Подольский)
- Poesjkinski (Пушкинский)
- Ramenski (Раменский)
- Roezski (Рузский)
- Serebrjano-Proedski (Серебряно-Прудский)
- Sergiejevo-Posadski (Сергиево-Посадский)
- Serpoechovski (Серпуховский)
- Sjachovskoj (Шаховской)
- Sjatoerski (Шатурский)
- Sjtsjelkovski (Щелковский)
- Solnetsjnogorski (Солнечногорский)
- Stoepinski (Ступинский)
- Taldomski (Талдомский)
- Volokolamski (Волоколамский)
- Voskresenski (Воскресенский)
- Jegorjevski (Егорьевский)
- Zarajski (Зарайский)

## Demografie
| 1926      | 1939      | 1959      | 1970      | 1979      | 1989      | 2002      |
| --------- | --------- | --------- | --------- | --------- | --------- | --------- |
| 2.609.000 | 4.188.000 | 4.816.000 | 5.641.000 | 6.228.000 | 6.689.000 | 6.618.500 |